# Hypoxis curtissii
Hypoxis curtissii är en enhjärtbladig växtart som beskrevs av Joseph Nelson Rose. Hypoxis curtissii ingår i släktet Hypoxis och familjen Hypoxidaceae. Inga underarter finns listade i Catalogue of Life.